# Афонін Матвій Іванович
Матві́й Іва́нович Афо́нін (нар. 1739 — пом. 1810, Миколаїв) — вчений-агроном Російської імперії, професор Московського університету.

## З життєпису
З відзнакою закінчив Московський університет Продовжив освіту у Німеччині і Швеції: вивчав ботаніку, землеробство, гірські науки. Після повернення викладав в Московському університеті мінералогію, землеробство, природну історію. Активний діяч Вільного економічного товариства.
Автор «Слова о пользе, знаний, собираний и расположении чернозему, особливо в хлебопашестве» (1771).
1777 року поселився в Криму і зайнявся сільським господарством, проводив астрономічні спостереження з Палласом. Там же Афонін провів низку сільськогосподарських дослідів, результати яких опублікував у «Працях Вільного економічного товариства».
Разом з М. Г. Лівановим займався вивченням природних ресурсів Миколаївщини. Спогади про життя Афоніна в Миколаєві збереглися в книзі В. Ізмайлова «Подорож в полуденну Росію в 1799 році» (1805 г.). Помер в бідності. Похований на Миколаївському некрополі.